# 列夫琴科韋 (茲古里夫卡區)
50°24′29″N 31°42′10″E / 50.40806°N 31.70278°E
萊夫琴科韋（烏克蘭語：Левченкове）是位於烏克蘭北部的村莊，由基辅州布羅瓦里區的茲胡里夫卡市鎮負責管轄。該村始建於1644年，面積0.35平方公里，海拔高度127米，2001年人口27，人口密度每平方公里77.8人。